# Premi d'assaig Francesc Ferrer i Gironès
El premi Francesc Ferrer i Gironès d'assaig fou un premi literari en llengua catalana atorgat per La Busca Edicions S.L. en reconeixement de la trajectòria personal d'en Francesc Ferrer i Gironès.

## Història
El Premi d'assaig Francesc Ferrer i Gironès va ser creat l'any 2006 poc després de la mort del polític i assagista Francesc Ferrer i Gironès. Era un premi literari en llengua catalana en el qual podien competir obres d'assaig que tractessin temes que es refereixin a l'àmbit dels països de parla catalana.
L'obra guanyadora rebia una dotació econòmica de sis mil euros i era publicada per La Busca Edicions. El premi podia ser declarat desert però mai ésser dividit.

## Premiats
| Any  | Guanyador                                                                          | Finalista                                                                                  |
| ---- | ---------------------------------------------------------------------------------- | ------------------------------------------------------------------------------------------ |
| 2006 | Víctor Alexandre per La paraula contra el mur                                      | Bernat Joan per Per un catalanisme liberal progressista                                    |
| 2007 | Bernat Joan per Un viatge atípic                                                   | Damià del Clot per L'espai nacionalista a Catalunya (1999-2006): Crònica d'un enfrontament |
| 2008 | Jordi Mata per Emmordassats i complaguts. La guerra de successió que no ens contem |                                                                                            |
| 2009 | Alfons López Tena per Catalunya: independència o decadència                        |                                                                                            |
| 2010 | Ignasi Pere Ferré per Som ibers i encara hi som                                    |                                                                                            |